# Mestre del Judici Final
El Mestre del Judici Final és un dels pintors romànics itinerants d'identitat desconeguda, així anomenats perquè la seva obra es reconeix en esglésies distants per la zona nord de Catalunya.
D'estil arcaïtzant, basa la seva obra a les miniatures catalanes del segle xi. Té un estil propi més rústic, amb menys recursos tècnics i no sembla relacionat amb la forma de treballar de les possessions romanes d'Orient a Itàlia. S'ignora el seu nom real, havent-se assignat el de Mestre del Judici Final per al·lusió a les pintures clau de les naus de l'església de Santa Maria de Taüll i dels absis laterals de l'església de Sant Climent de Taüll. Utilitza una gamma cromàtica de blanc, negre i terra. El seu dibuix més ben conservat és el de David triomfant sobre Goliat.

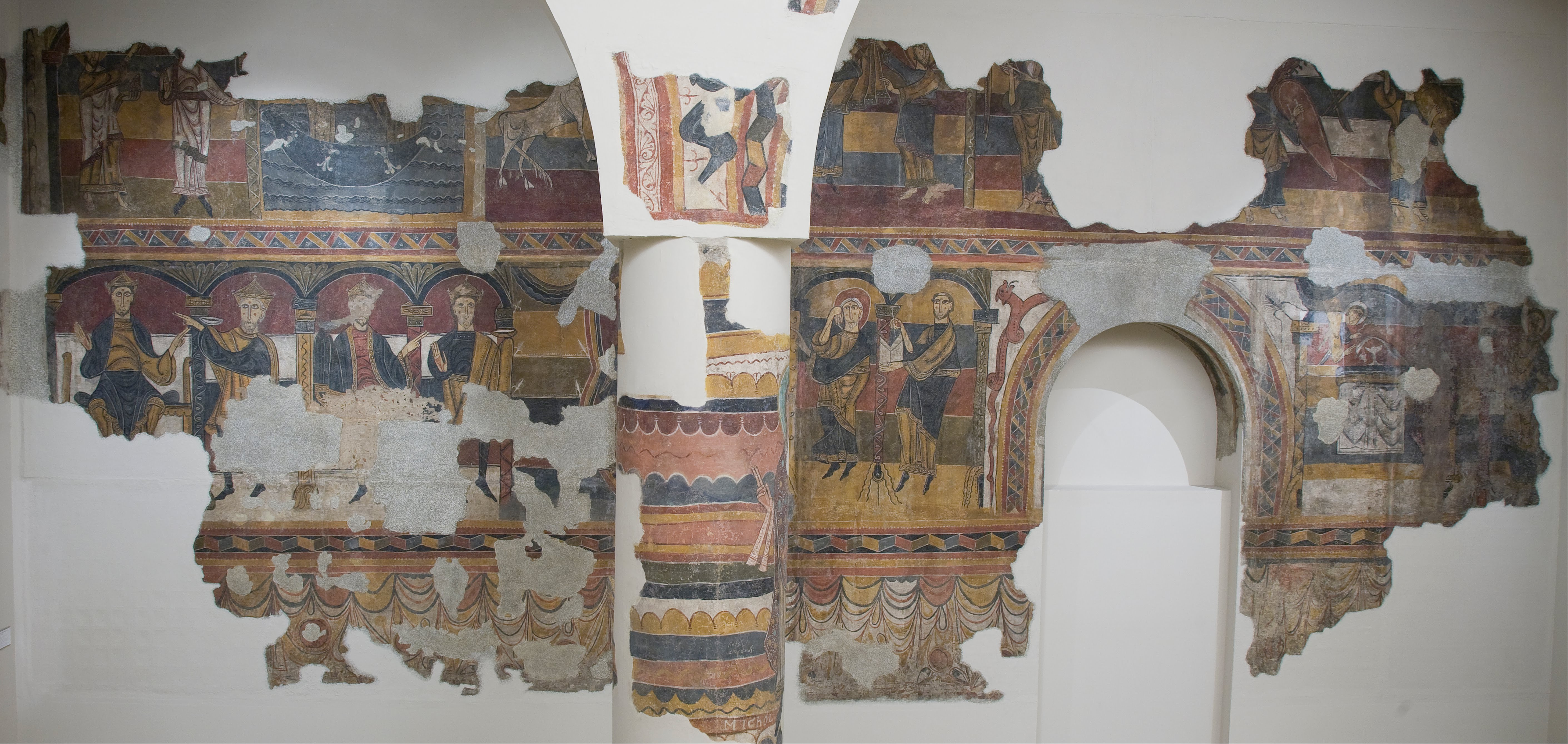
Pintures de Santa Maria de Taüll

Aquest pintor va treballar també a l'església de Sant Iscle i Santa Victòria de Surp (a la vall de la Noguera Pallaresa) i a Sunsín (Biescas), al nord de la província d'Osca, pertanyent al bisbat de Jaca. Aquestes pintures es guarden al Museu de Jaca.